# Charles Medway
Charles Robert Medway (Poole, 2 giugno 2002) è un calciatore anglo-verginiano, difensore del Bournemouth FC e della nazionale anglo-verginiana.

## Carriera

### Club
Ha sempre giocato nelle serie minori inglesi.

### Nazionale
Tra il 2018 ed il 2019 ha giocato 5 partite con la nazionale delle Isole Vergini Britanniche, tutte valevoli per le qualificazioni alla CONCACAF Nations League 2019-2020.

## Statistiche

### Cronologia presenze e reti in nazionale
| Cronologia completa delle presenze e delle reti in nazionale ― Isole Vergini Britanniche | Cronologia completa delle presenze e delle reti in nazionale ― Isole Vergini Britanniche | Cronologia completa delle presenze e delle reti in nazionale ― Isole Vergini Britanniche | Cronologia completa delle presenze e delle reti in nazionale ― Isole Vergini Britanniche | Cronologia completa delle presenze e delle reti in nazionale ― Isole Vergini Britanniche | Cronologia completa delle presenze e delle reti in nazionale ― Isole Vergini Britanniche | Cronologia completa delle presenze e delle reti in nazionale ― Isole Vergini Britanniche | Cronologia completa delle presenze e delle reti in nazionale ― Isole Vergini Britanniche |
| Data                                                                                     | Città                                                                                    | In casa                                                                                  | Risultato                                                                                | Ospiti                                                                                   | Competizione                                                                             | Reti                                                                                     | Note                                                                                     |
| ---------------------------------------------------------------------------------------- | ---------------------------------------------------------------------------------------- | ---------------------------------------------------------------------------------------- | ---------------------------------------------------------------------------------------- | ---------------------------------------------------------------------------------------- | ---------------------------------------------------------------------------------------- | ---------------------------------------------------------------------------------------- | ---------------------------------------------------------------------------------------- |
| 13-10-2018                                                                               | Paramaribo                                                                               | Suriname                                                                                 | 5 – 0                                                                                    | Isole Vergini Britanniche                                                                | CONCACAF Nations League 2019-2020 - Qualificazioni                                       | -                                                                                        | 56’ 64’                                                                                  |
| 16-10-2018                                                                               | Fort-de-France                                                                           | Martinica                                                                                | 4 – 0                                                                                    | Isole Vergini Britanniche                                                                | CONCACAF Nations League 2019-2020 - Qualificazioni                                       | -                                                                                        |                                                                                          |
| 10-10-2019                                                                               | Basseterre                                                                               | Isole Vergini Britanniche                                                                | 0 – 4                                                                                    | Bahamas                                                                                  | CONCACAF Nations League 2019-2020 - Fase a gironi                                        | -                                                                                        |                                                                                          |
| 13-10-2019                                                                               | Basseterre                                                                               | Isole Vergini Britanniche                                                                | 3 – 4                                                                                    | Bonaire                                                                                  | CONCACAF Nations League 2019-2020 - Fase a gironi                                        | -                                                                                        |                                                                                          |
| 14-11-2019                                                                               | Nassau                                                                                   | Bahamas                                                                                  | 3 – 0                                                                                    | Isole Vergini Britanniche                                                                | CONCACAF Nations League 2019-2020 - Fase a gironi                                        | -                                                                                        |                                                                                          |
| Totale                                                                                   |                                                                                          | Presenze                                                                                 | 5                                                                                        |                                                                                          | Reti                                                                                     | 0                                                                                        |                                                                                          |